# Girolamo Rainaldi
Girolamo Rainaldi (Rome, 1570 - Rome, 1655), aussi appelé Hieronimo Rainaldi est un architecte italien qui travailla surtout à Rome, dans un style balançant entre le style maniériste tardif et le style baroque. Son fils Carlo Rainaldi, qui l'a assisté dans bon nombre de ses chantiers, continuera à faire briller le nom et le style des Rainaldi.

## Biographie

### Les débuts
Girolamo se forma d'abord auprès du célèbre architecte et ingénieur Domenico Fontana et collabora également avec Giacomo Della Porta, auquel il succéda en tant qu'architecte attitré du pape Sixte Quint, en 1602. Il porte alors le titre de architetto del popolo romano (architecte du peule romain) et il est également consultant de la congrégation super viis et pontibus, en qualité d'ingénieur pour la construction de ponts sur le Tibre et la direction des travaux de l'Acqua Felice, grand projet d'acheminement de l'eau vers l'Ouest de Rome. Son talent artistique fut alors surtout employé dans la création d'autels et de mobiliers pour les églises de Rome, et dans la poursuite des grands travaux commencés à la basilique Saint-Pierre, et ceux commencés par Michel-Ange au Capitole, au Palazzo Nuovo conçu comme le reflet du palais des Conservateurs, que son fils continuera après lui.
Les autels qu'il met au point à l'époque sont d'un schéma tripartite typique, laissant une large prépondérance aux parties latérales, caractérisées par des raccords en arcs rabaissés ou triangulaires, posées sur deux colonnes. Ce système est répété notamment dans la tombe du Cardinal Sfondrati à l'église Sainte-Cécile-du-Trastevere (1623-1627). Cette typologie est d'ailleurs considérée comme une marque de fabrique de Girolamo et a permis d'identifier certaines de ses productions.
Girolamo a également participé à l'élaboration de divers jardins, notamment ceux de la famille Farnèse sur le Palatin et à Caprarola (vers 1620) ainsi que ceux de la famille Borghese à Rome et à Frascati, entre 1617 et 1619. Il crée à Rome pour les Borghese, en plus de terminer la très célèbre villa, des fabuleux jardins à l'italienne et à théâtre de plein air, témoignant ainsi de son savoir-faire immense dans divers domaine, et surtout de la confiance que lui témoignaient les grandes familles romaines. 

### Les Farnese
Girolamo semble d'ailleurs avoir des liens plus forts avec la famille Farnese qui lui commande l'église Sainte-Marie-et-Sylvestre à Caprarola (1621-1623). On retrouve cette composition tripartite typique de Girolamo, aux deux côtés latéraux encadrés par deux pilastres cette fois sans les éléments de raccord. La partie supérieure rappelle de façon tout à fait claire l'architecture de la fin du XVIe siècle, par son allègement architectural avec l'élévation, et la multiplication des ressauts des corniches, techniques toutes deux issus de l'art de Michel-Ange. À Caprarola, il a également redécoré l'intérieur de Sainte-Marie-de-la-Consolation (Santa Maria della Consolazione). Il est également l'auteur de l'adaptation des deux vasques de granit d’Égypte provenant des thermes de Caracalla en fontaine, sur la place du palais Farnèse à Rome. À Parme, il se chargera de construire leur palais (modifié par la suite par d'autres architectes) et il décore la voûte de l'église Santissima Annunziata. 

### Bologne et Modène
À Bologne, Girolamo dessina dans la voûte destinée à couvrir la très grande nef de l'ambitieuse église Sainte-Pétronille à Bologne. Il fournira également les plans et les dessins pour l'église Sainte-Lucie de Bologne (1623).
À Modène, il contribue à la construction du palais Ducal pour le duc d'Este, mais il est surtout chargé de dessiner les jardins et les fontaines, où il élabore des machines hydrauliques complexes pour les jeux d'eau du palais, entre 1631 et 1634.

### Le pontificat d'Innocent X
Quand Giambattista Pamphilj accède au trône papal en 1644, et prend le nom d'Innocent X, la carrière de Girolamo Rainaldi prend un tournant majeur. En effet, dès 1645, le pape décide de transformer complètement le palais familial située sur la place Navone, et les travaux sont naturellement confiés à Girolamo. Sous le patronage du cardinal neveu Camillo Francesco Maria Pamphilj et d'Olimpia Maidalchini, sœur du pape et mère de Camillo, les travaux sont menés d'une main de fer. 
En 1646, Francesco Borromini est associé au projet de construction du palais, sur la suggestion de Virgilio Spada. Les points clés des projets de Borromini sont la grande cour, et l’ensemble constitué par le grand salon et la galerie attenante. Borromini avait prévu une cour ovale, en ajoutant au rectangle initial des terminaisons absidales, comme au palais Carpegna. Ces modifications de plan ne furent pas réalisées, mais la  Sala Grande  et la Galerie sont réalisées selon ses idées. La façade est quant à elle, dans un style plus traditionnel typique de Girolamo Rainaldi. Elle est en fait une mise à jour des solutions trouvé par l'architecte pour les palais ducaux de Parme et de Modène ; les masses sont imposantes, le tout est rendu monumental en mettant en évidence la partie centrale. Cependant, il fragmente et complexifie la composition, et propose en façade une rythme serré, issu de l'architecture septentrionale de la fin du XVIe siècle en Italie.
Dans une politique urbanistique cohérente de la place Navone, Innocent X décide de refaire complètement l'église Sainte-Agnès en Agone en 1652 et c'est Girolamo Rainaldi qui en fournira les plans initiaux. L'histoire de la construction est longue et tortueuse ; l'année suivante, son fils Carlo Rainaldi modifie les plans pour en faire un édifice de plan centré plus dynamique, en ajoutant des chapelles dans les angles de la croix grecque des plans intérieur, et transforme l'espace en forme octogonale, rappelant les premiers martyria et les mausolées paléochrétiens (car il était prévu que les corps de la famille Pamphilj y seraient ensevelis). En 1653, le projet est retiré des mains des Rainaldi et est confié à Borromini, qui en modifie légèrement le plan et exécute la superbe façade actuelle, totalement baroque. Puis en 1657, le projet tombera dans les mains d'un des élèves de Bernin, qui apportera la riche polychromie de l'intérieur. 

## Œuvres
- 1582-1605 : palais des Sénateurs, sur la place du Capitole, après Giacomo della Porta.
- 1599-1623 : Casa Professa, à côté de l'église du Gesù. Sur une commande d'Odoardo Farnese. Les fenêtres sont sévèrement encadrées de travertin. Le côté sud a été reconstruit après l'élargissement de la via delle Botteghe Oscure.
- Début XVIe siècle : palais Albertoni, commencé par Giacomo della Porta et terminé par Girolamo.
- Vers 1600 : dessins pour la chapelle Aldobrandini en la basilique de la Minerve, après Giacomo della Porta et Carlo Maderno.
- Vers 1610 : Palazzo Verospi (aujourd'hui banque Credito Italiano depuis 1902) ; restauré au XVIIIe siècle par Alessandro Specchi. L'architecture sévère, et son portail à balcon supporté par des colonnes a été dénaturé par la transformation des fenêtres en portes, modifiant ainsi les proportions.
- Après 1610 : le couvent des Théatins, près de l'église Sant'Andrea della Valle, avec Paolo Marucelli.
- 1613 : autel de la chapelle Paolina en la basilique Sainte-Marie-Majeure, en pierre précieuses, réalisé par Pompeo Targone.
- 1617-1619 : jardins Borghese, théâtre ouvert et finition de la façade de la villa Borghese.
- 1621-1623 : Sainte-Marie-et-Sylvestre aujourd'hui Sainte-Thérèse à Caprarola
- Sainte-Marie-de-la-Consolation à Caprarola
- 1623 : Sainte-Lucie à Bologne.
- 1620-1625 : jardins des Farnèse sur le Palatin, où ont participé Vignole et Giacomo Del Duca.
- 1623-1627 : tombe du cardinal Paolo Emilio Sfondrati, église Sainte-Cécile-du-Trastevere.
- 1625 : chapelle Colonna, en l'archibasilique Saint-Jean-de-Latran
- 1657 : dessins pour la tombe du cardinal Carlo Bonelli, en la basilique de la Minerve.
- Participe avec son fils Carlo, au palais Giustiniani, commencé par Giovanni Fontana et Domenico Fontana (1585-1587), puis par Carlo Maderno. Le palais est probablement terminé en 1678 sur projets de Francesco Borromini.